# Arven
Arven was een Duitse symfonische metalband uit Frankfurt am Main, die momenteel twee studioalbums op hun naam hebben staan. De groep noemt hun stijl melodieuze metal.

## Geschiedenis
Arven werd opgericht in 2006 door gitarist en liedjesschrijver Anastasia Schmidt. Ze zocht naar vrouwelijke muzikanten en vond uiteindelijk toetseniste Lena Yatsula en gitarist Ines Thomé, die bij de band kwamen. Voor de zangpartij maakte de klassiek geschoolde Carina Hanselmann haar intrede. In mei 2009 werd bassist Eve Kreuzer vervangen door Lisa Marie Geiss. Als de enige man van het sextet kwam de in België geboren drummer Till Felden bij de band.
In 2011 tekende Arven een platencontract met Massacre Records. Nadat de verschijning van hun debuutalbum, Music of Light, een week was uitgesteld, zag het uiteindelijk het levenslicht op 30 september 2011. Het album werd gemasterd door Sascha Paeth en Michael Rodenberg. De albumhoes werd ontworpen door Jan Yrlund. Het tweede album, Black is the Colour, kwam uit op 23 augustus 2013.
In 2015 maakte Arven via hun officiële website dat de band officieel is opgeheven vanwege muzikale verschillen en moeilijkheden om een vervanger te vinden voor gitarist Ines Thomé, die de band had verlaten.

## Samenstelling
Huidige bezetting
- Lisa Geiß - bassist
- Till Felden (DreamReaver, ex-Fallen Temple) - drummer
- Lena Yatsula - toetsenist
- Carina Hanselmann - zangeres
- Anastasia Schmidt (ex-A.Death.Experience, ex-Elvenpath, ex-Epicedium, ex-Hagatyr) - gitarist (2006-heden)

Oud-leden
- Verena Reinhardt (ex-Sugar of the Universe, ex-The Gents) - bassist (?-2009)
- Eva Kreuzer (DreamReaver, Illusoria, ex-A.Death.Experience, ex-Heresy, ex-Misfit) - bassist, zangeres
- Ines Thomé - gitarist (?-2014)
- Reseda Streb - zangeres

Live muzikanten
- Benjamin Reiter (Awaiting Dawn) - bassist (2010-2011), gitarist (2013-heden)

## Discografie
Demo's
- Demo (2008)
  1. Intro (00:44)
  2. Ruined Castle (04:01)
  3. Music of Light (04:10)
  4. On Flaming Wings (03:41)
  5. A Stranger's Story (07:06)

Studioalbums
- Music of Light (2011)
  1. "Music of Light" (04:21)
  2. "On Flaming Wings" (04:50)
  3. "Raise Your Cups" (04:29)
  4. "My Dear Friend" (07:01)
  5. "World of Hatred" (05:19)
  6. "Dark Red Desire" (04:12)
  7. "Midwinter Nights" (05:02)
  8. "Till Death Do Us Apart" (05:53)
  9. "Ruined Castle" (04:04)
  10. "A Stranger's Story" (06:30)
- Black is the Colour (2013)
  1. "Believe" (04:11)
  2. "Don't Look Back" (04:40)
  3. "Rainsong" (04:25)
  4. "The One for Me" (duet met Stefan Schmidt) (06:28)
  5. "All I Got" (06:35)
  6. "My Darkest Dream" (04:52)
  7. "Cercle d'Émeraude" - Instrumentaal (04:23)
  8. "In Your Dreams" (05:18)
  9. "Fireside Stories" (04:09)
  10. "My Fall" (06:48)